# Grand palais du Kremlin
Le grand palais du Kremlin (en russe, Большой Кремлёвский дворец), qui peut être abrégé en « Grand Palais », construit entre 1837 et 1851, est le principal bâtiment situé à l'intérieur du Kremlin à Moscou, capitale de la Russie. 

## Situation

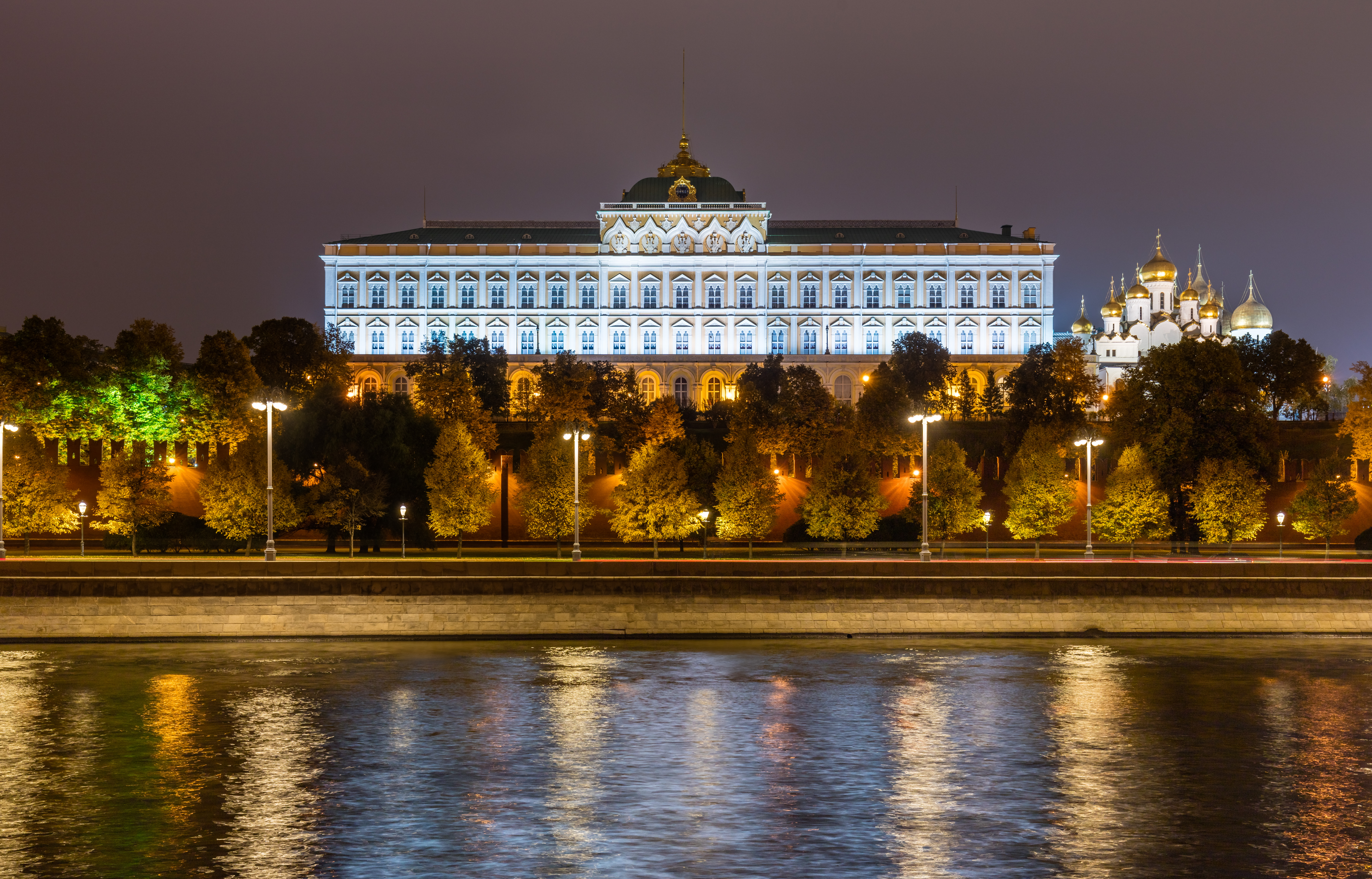
Grand palais du Kremlin de nuit au dessus de la Moskova, en 2016.

L'édifice s'élève le long de la muraille sud du Kremlin et domine la Moskova.

## Histoire
Il est dessiné par une équipe d'architectes sous l'autorité de Konstantin Thon — architecte du palais des Armures et de la cathédrale du Christ-Sauveur — dans le but d'affirmer la puissance de l'autocratie russe.
Le grand palais du Kremlin était la résidence du tsar lorsqu'il se trouvait à Moscou. Sa construction nécessita la destruction du précédent palais baroque qui se trouvait sur les lieux, ainsi que de l'église de Saint-Jean-le-Baptiste.
Aujourd'hui, le Grand Palais est utilisé comme lieu d'apparat et des cérémonies officielles (notamment de l'investiture présidentielle et de l'accueil des dignitaires étrangers) et l’une des résidences officielles du président de la fédération de Russie.

## Architecture

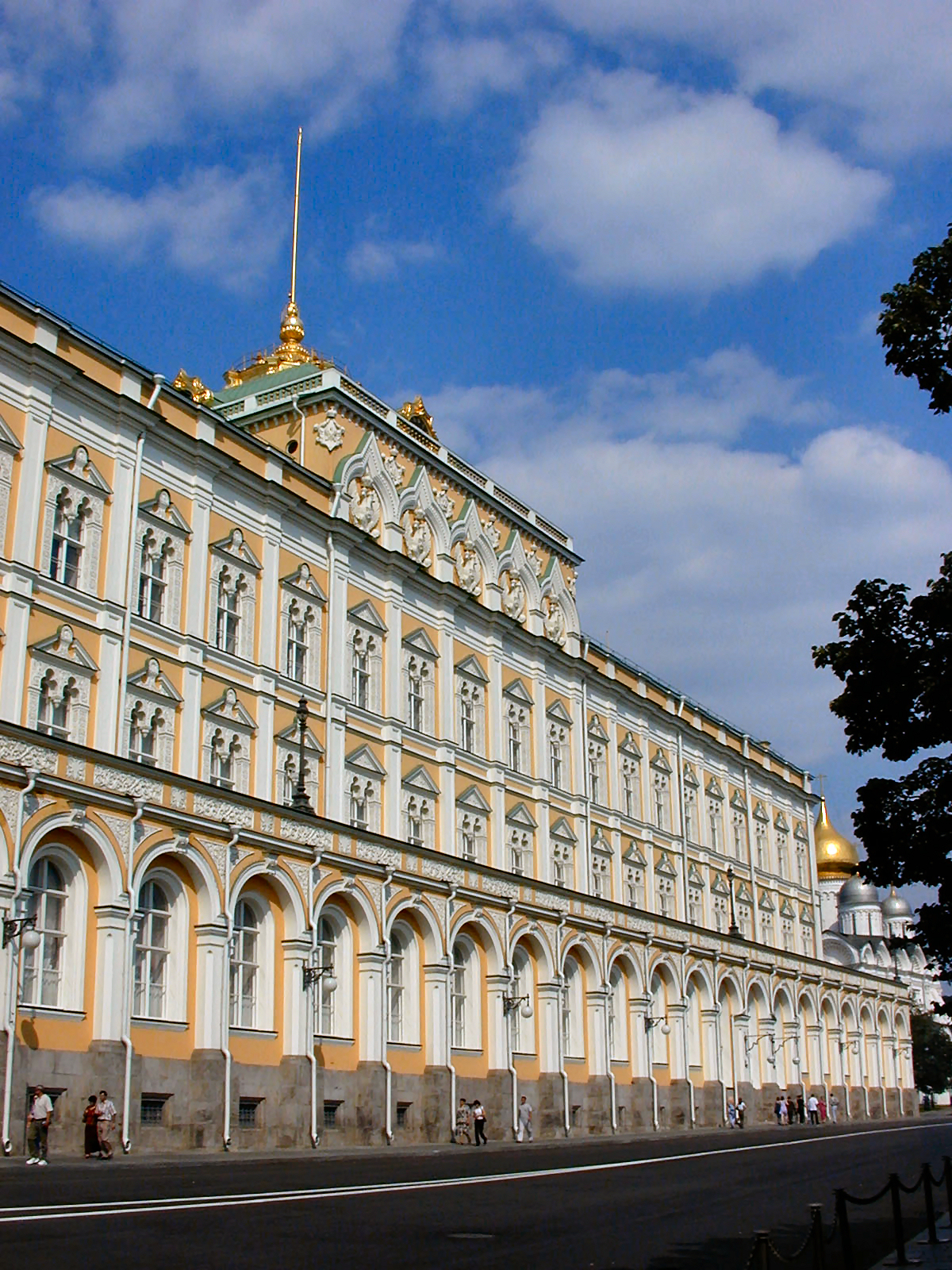
L'extérieur du grand palais du Kremlin.

Le Grand Palais se caractérise par la juxtaposition d'une symétrie régulière de type classique et d'une imitation de décoration de l'ancienne Russie. La délicatesse de ces décorations côtoie la lourde monumentalité des volumes.
Ces juxtapositions sont les caractéristiques de l'éclectisme en Russie. Le palais n'a pas non plus de centre identifiable et il est formé de cellules uniformes dont les façades ne respectent pas les aménagements intérieurs. Ces aménagements consistent en grandes salles d'apparat. Mais l'architecte Thon veille ainsi à respecter les architectures plus anciennes qui prédominent au Kremlin. 
Le palais fait 125 m de long, 47 m de haut et a une superficie de 25 000 m2. Il contient le palais des Térems, neuf églises du XIVe, XVIe et XVIIe siècles et plus de 700 chambres. L'aile ouest accueille des réceptions d'état et anciennement les chambres de la famille impériale,.

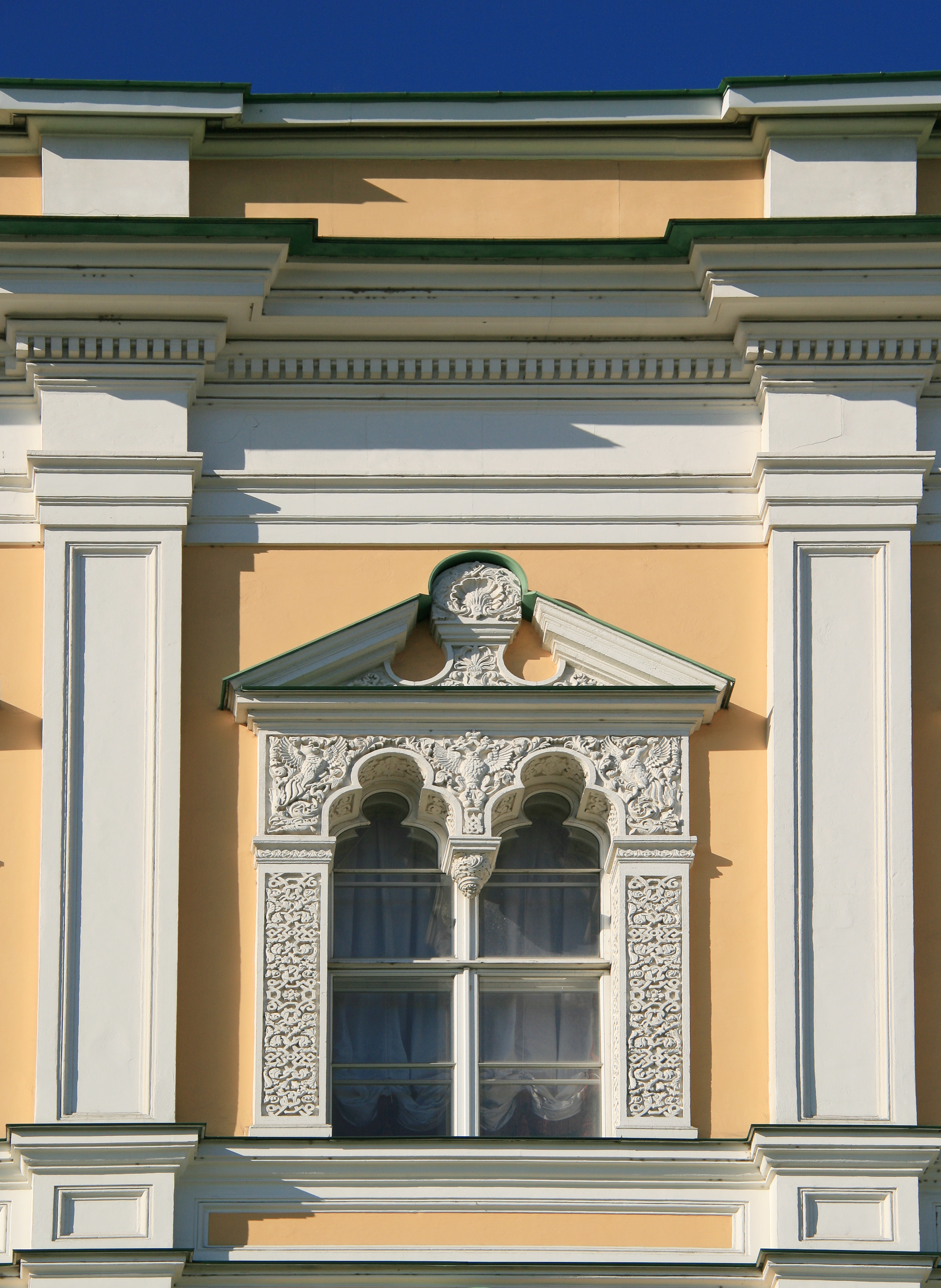
Fenêtre du Grand Palais.

L'identité des rangées de piliers et de fenêtres à chambranles  ciselés renforcent l'aspect monolithique de l'édifice.  Bien que le palais ait deux niveaux, il présente trois rangées de fenêtres et portes, les salles du premier étage disposant d'une double rangée.  Les baies de fenêtres sont l'élément principal du décor extérieur du palais. Les chambranles sont en pierre calcaire blanche comme les corniches. Elle est extraite des carrières de Miatchkovo, village des environs de Moscou. Elles sont surmontées d'arcs géminés à clef pendantes. C'est l'atelier moscovite de tailleurs de pierre Santino Campioni qui réalisa les fines ciselures, les figures d'animaux héraldiques, les motifs végétaux  de ces décorations. Dans la composition du rez-de-chaussée l'architecte Thon  utilise le motif de l'arcade, élément caractéristique du palais des grands-princes de Moscou aux XVe siècle au XVIIe siècle. Ces éléments  de la façade monumentale et plate lui donnent un caractère de mosaïque.  
Les cinq halls de réception (Georgievsky, Vladimirsky, Aleksandrovsky, Andreïevsky, et Ekaterinsky) sont ainsi nommés d'après les ordres de la Russie impériale. Aujourd'hui, le hall Georgievski est utilisé pour des réceptions diplomatiques ou d'état, ainsi que pour les cérémonies officielles. Les traités internationaux sont habituellement signés dans le hall Alexandrovsky, qui mène au palais à Facettes, à la chambre de la Tsarine, aux palais des Térems et au palais d'État du Kremlin. Durant la période soviétique, le hall Aleksandrovsky et le hall Andreïevsky étaient utilisés pour les conférences du Soviet suprême de l'Union soviétique ; ils furent grandement restaurés dans les années 1990 pour retrouver leur style d'origine.